# Annie Mac
Annie MacManus (Annie Mac) (Dublin, 18 juli 1978) is een Iers dj en televisiepresentator. Ze heeft haar eigen elektronische dancemuziek show op BBC Radio 1 in het Verenigd Koninkrijk en een show samen met Nick Grimshaw.

## Biografie
Annie Mac is geboren in Dublin, Ierland. Ze studeerde Engelse literatuur op de Queens University, in Belfast, Noord-Ierland. Ze woont samen met haar vriend en collega radio 1 dj, Toddla T. Haar broer (Davey McManus) was de leadzanger en gitarist van The Crocketts.

## Carrière
Mac presenteert een paar shows op Radio 1. Haar soloshow, Annie Mac's Mash Up, op vrijdagavond om acht uur en haar show samen met Nick Grimshaw werd eerst BBC Switch genoemd, maar nadat deze show werd verplaatst naar elf uur werd de naam gewijzigd in Nick Grimshaw en Annie Mac.
Een populair onderdeel van Annie Mac's Mash Up is The Annie Mac's minimix, een mogelijkheid voor beginnende dj's om een vijf minuten durende mix te maken met andere dj's. Deze minimixshow had eerst haar eigen plaats op donderdagavond.
in 2009 kreeg Mac een onderscheiding voor beste vrouwelijke presentator op de Drum and Bass Awards voor haar bijdrage aan de promotie van dit muziekgenre.